# Brahea salvadorensis
Espèce
Synonymes
- Acoelorrhaphe cookii Bartlett[1]
- Acoelorrhaphe salvadorensis (H.Wendl. ex Becc.) Bartlett[1]
- Erythea cookii (Bartlett) H.E.Moore[1]
- Erythea salvadorensis (H.Wendl. ex Becc.) H.E.Moore[1]

Brahea salvadorensis est une espèce de plantes de la famille des Arecaceae (palmiers).

## Répartition et habitat
C'est une espèce peu commune qui se rencontre sur les coteaux rocheux secs, parfois dans les forêts de pins et de chênes, de la zone nord-centrale à une altitude comprises entre 800 et 1 600 m au Salvador et au Nicaragua. La floraison a lieu en août.

## Taxonomie
Brahea salvadorensis a été décrite par H.Wendl. ex Becc. et publié sur Webbia 2: 105–106. 1907.
Étymologie
Brahea: nom générique attribué en l'honneur de l’astronome, Tycho Brahe (1546–1601).
salvadorensis: épithète géographique qui fait allusion à sa présence au Salvador.
Synonymes
- Acoelorrhaphe salvadorensis (H.Wendl. ex Becc.) Bartlett, Publ. Carnegie Inst. Wash. 461: 32 (1935).
- Erythea salvadorensis (H.Wendl. ex Becc.) H.E.Moore, Gentes Herb. 8: 217 (1951).
- Acoelorrhaphe cookii Bartlett, Publ. Carnegie Inst. Wash. 461: 32 (1935)[4]